# El caso de los párvulos
El caso de los párvulos est une bande dessinée espagnole illustrée par Francisco Ibáñez, appartenant à la franchise Mortadel et Filémon, éditée en 1982.

## Synopsis
Le Pr Bacterio cherche à obtenir l'élixir de jouvence et une fois la formule entre ses mains, il décide de l'essayer lui-même. Le résultat, comme on peut s'y attendre, est catastrophique, bien que positif, puisqu'il retrouve sa jeunesse, mais au point de devenir un gamin surdoué et voyou. Le Super demande à Mortadel et Filémon de l'arrêter et d'empêcher une série de sabotages organisés par l'A.B.U.E.L.A., pour lesquels ils comptent sur l'aide de la nouvelle formule. Mais l'un d'entre eux finira par s'emparer de la formule.

## Édition
En 1982, Ibáñez passe à la production de bandes dessinées pour la revue Súper Mortadelo, raison pour laquelle les dernières bandes dessinées des agents de la revue Mortadelo sont réalisées par une équipe apocryphe. L'un des apocryphes les plus connus est Casanyes, qui a réalisé cette bande dessinée sous forme de feuilleton dans les nos 604 à 611 (juillet-août 1982) de la revue Mortadelo.
Dans la nouvelle collection Olé, Ediciones B et Ibáñez éliminent toutes les bandes « non originales Ibáñez » qui avait été vendu dans l'ancienne collection Bruguera. La particularité de cette longue bande dessinée est qu'il s'agit de la seule bande dessinée de la collection qui n'a apparemment pas été développée par Ibáñez. Elle se trouve dans le no 38 de la nouvelle collection Olé. Elle a peut-être été acceptée parce qu'il s'agit, après tout, d'une bande dessinée acceptable et parce qu'elle reconnaît le travail dans l'ombre de Casanyes en tant que dessinateur de Mortadelo.